# Sedevacantisme
Sedevacantisme er et begreb indenfor katolicismen og bygger på de latinske ord for "sædet er ledigt", der henviser til den pavelige stol (sæde) i Vatikanet. Stolen der er tale om er en metafor for det pavelige embede. Katolikker er sædvanligvis sedeoccupantister (sædet er optaget), når de har en levende pave valgt af konklavet. Det er, når en pave dør, eller en modpave skulle havne i stolen (den katolske kirke har officielt haft 42 sådanne modpaver i historien), at der er en periode med sedevacanse inden en ny pave vælges.
Der findes også sedevacantister i dag, og det er katolikker der ikke accepterer det Andet Vatikanerkoncil fra 1960'erne som et legitimt råd. De mener, at rådet bryder med de traditionelle katolske tros- og læresatser, og at de, der har optaget sædet under og efter dette møde ikke har været ægte paver, men modpaver, der blev ekskommuniseret af de kanoniske love, ikke af deres underordnede, men ipso facto (som et faktum). De mest berømte sedevacantister i den engelsktalende verden i dag er munkebrødrene Peter og Michael Dimond i USA, og deres kloster "Most Holy Family Monastery."